# サンダルフォン

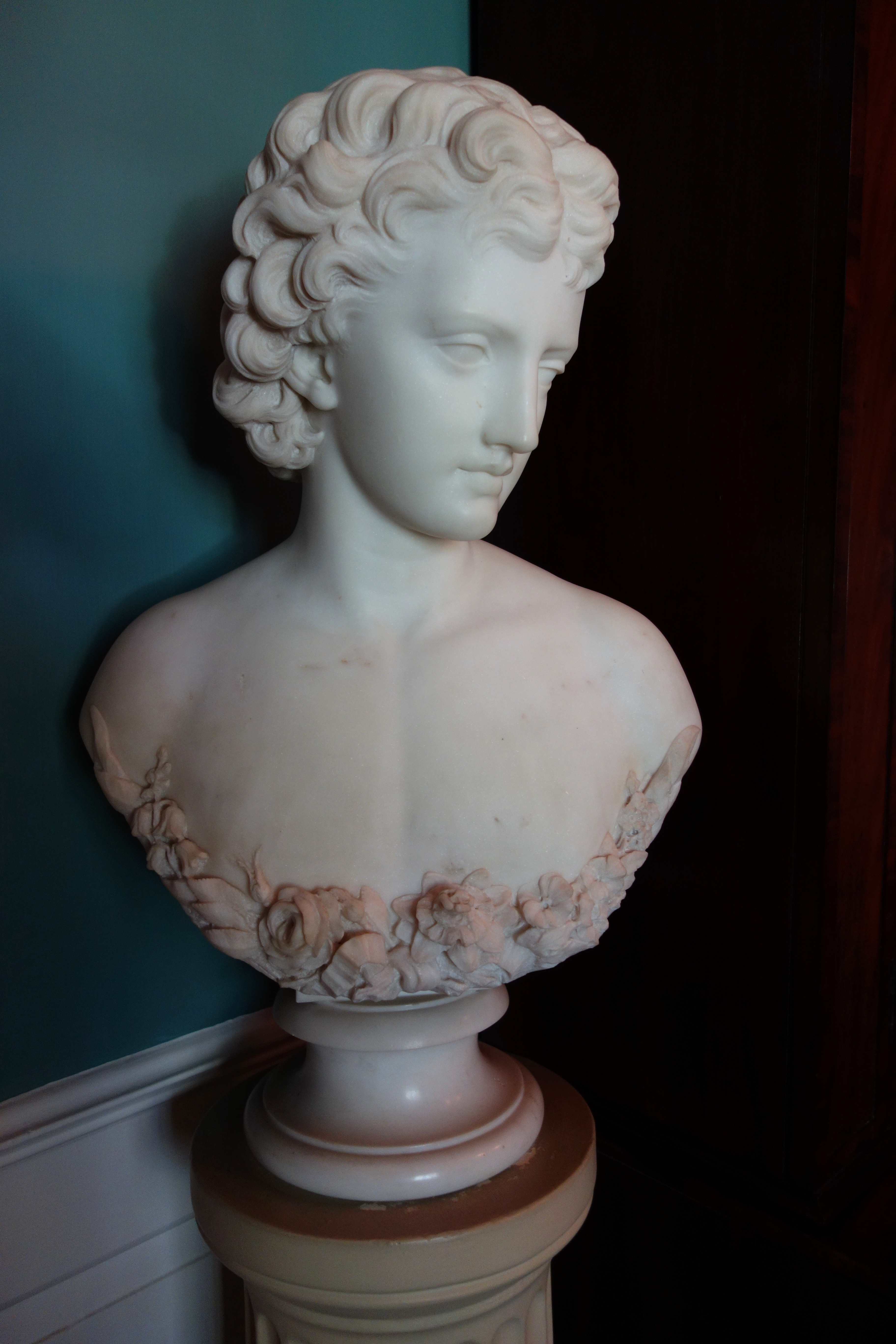
19世紀のアメリカの彫刻家フローレンス・フリーマンによるサンダルフォンの胸像

サンダルフォン（ヘブライ語：סנדלפון, 英語：Sandalphon）はユダヤ教の天使。
名前は「兄弟」を意味し、天国の歌を司るのが職務とされる他、サタンと戦う役割を持つともいわれる。預言者エリヤが生きながら昇天してサンダルフォンとなったという。第五天マティを支配する天使で、天に達するほど巨大な姿の巨人だとされる。罪を犯した天使たちを永遠に閉じ込めておく幽閉所の支配者でもあるという。誕生を控えた胎児の性別を決める天使とされる事もあり、女性とする説もある。